# Betta splendens

Un pez betta comiendo comida para pez.

El pez luchador siamés (Betta splendens), comúnmente conocido como betta, es un pez de agua dulce originario del sudeste asiático, concretamente Camboya, Laos, Myanmar, Malasia, Indonesia, Tailandia y Vietnam.  Es una de las 73 especies del género Betta, pero la única que lleva el mismo nombre "betta", debido a su popularidad mundial como mascota; Betta splendens se encuentra entre los peces de acuario más populares del mundo, debido a su morfología diversa y colorida y a su relativamente bajo mantenimiento.
Los peces luchadores siameses son endémicos de la llanura central de Tailandia, donde fueron domesticados por primera vez hace al menos 1000 años, y se encuentran entre los peces más longevos. Inicialmente fueron criados para la agresión y sujetos a juegos de azar similares a las peleas de gallos. Los bettas se hicieron conocidos fuera de Tailandia gracias al rey Rama III (1788-1851).
Es nativo del Sudeste Asiático mayormente en Tailandia y Camboya. Alcanzan un tamaño aproximado de 6 cm y tienen un período de vida de aproximadamente 3 a 5 años.
En la actualidad, debido a una cría selectiva, hay una gran variedad de colores (rojo, azul Steel, azul royal, verde, morado, celofán, turquesa, naranja, cooper, negro, mustard gas) y formas de aletas. La forma de la cola varía desde el tipo vela hasta colas tipo "media luna".

## Descripción
El pez betta normalmente crece hasta una longitud de alrededor de 6,5 cm (2,6 pulgadas). Aunque especímenes de acuario son conocidos por sus colores brillantes y grandes, aletas que fluyen, la coloración natural del B. splendens es un verde apagado, marron, gris y la combinación de azul, rojo y morado y las aletas de especímenes salvajes son relativamente cortas mientras que los caseros alargadas.
Tienen el cuerpo fusiforme e hidrodinámico (a raya, lenguado, etc)

## Variedades
Por tipo de aletas se clasifican en largas y cortas (plakat).
Largas, tipo velo (los más comunes comercialmente), media luna o halfmoon con apertura de 180°, delta y súper delta con apertura menor a 180°.
Cortas o plakat, media luna o halfmoon, over halfmoon con apertura mayor a 180°, tradicional menor a 180°, por la aleta ventral simétrica o asimétrica.
Doble cola.
Corona o crowntail, con ausencia de membrana en algún porcentaje de las aletas dejando únicamente los radios duros.

## Hábitat
En libertad, los peces betta habitan el agua estancada o con movimiento lento, comúnmente planicies inundadas y arrozales, a temperaturas que están en el rango de 24–30 °C (75–86 °F); en cautiverio necesitan un filtro de movimiento lento. Normalmente aprovechan las hojas y las rocas del entorno para esconderse y desarrollar su rutina de sueño.

## Comportamiento y reproducción
Los machos, al momento de ver a la hembra, despliegan y extienden sus aletas en un baile de cortejo, para conquistar a la hembra y aparearse debajo del nido de burbujas. Si la hembra está lista para desovar, oscurecerá su color y aparecerán líneas verticales conocidas como barras de crianza (breeding bars) Los machos construyen el nido de burbujas de diverso tamaño y espesor, en la superficie del agua, debajo del mismo se producirá el desove y la fecundación. El macho comenzará  a golpear el abdomen de la hembra para inducir la expulsión de los óvulos. La fecundación se produce en forma simultánea cuando ambos se entrelazan abrazándose debajo del nido. El macho toma en su boca los huevos fertilizados y los deposita en el nido, mientras la hembra se queda inmóvil como si hubiese muerto por unos segundos, hasta que recupera la movilidad. Su tarea posterior al desove, es la aireación del nido, volver a colocar en el mismo a los alevinos que caen, y cuidarlos hasta que los alevinos desarrollan la vejiga natatoria y pueden nadar libremente, lo que ocurre pasada la primera semana. Su dedicación es exclusiva durante ese período.
Un espécimen macho, al establecer contacto visual con otro de su mismo género no dudará en desplegar sus aletas y atacar al macho rival, siendo su comportamiento bastante agresivo.

## Alimentación

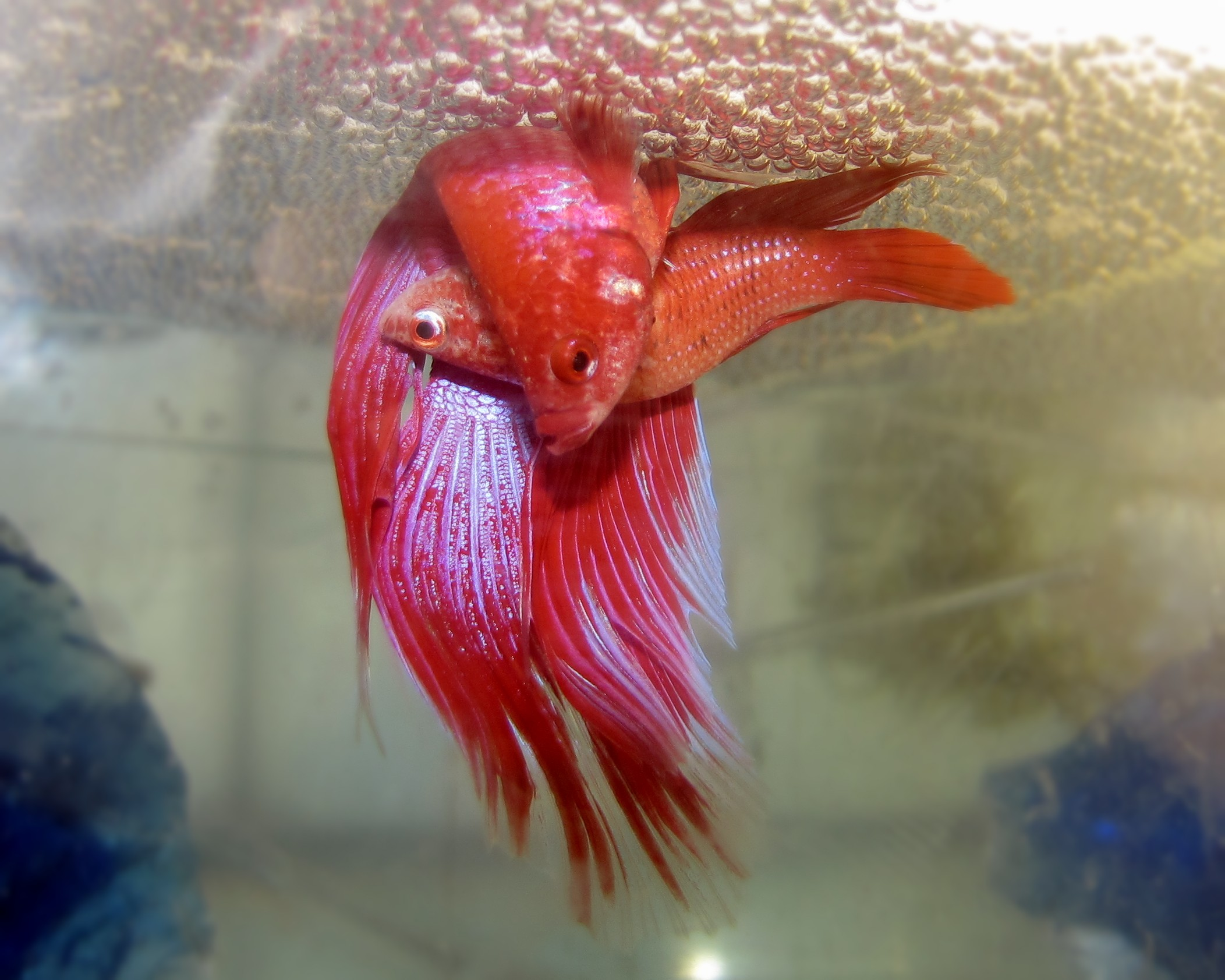
Fecundación de la puesta.

Son omnívoros con preferencia carnívora, en vida salvaje, se alimentan principalmente de organismos vivos como zooplancton, larvas de mosquitos y otros insectos. Cazan insectos, larvas y huevos de insectos en la superficie del agua. 
Los peces betta en cautiverio se alimentan una o dos veces al día a base de alimento comercial en hojuelas, pellets, polvo, liofilizado de tubifex, prefiriendo una dieta variada añadiendo alimento vivo como larvas de mosco, artemia adulta o recién eclosionada, tubifex, grindal, microgusano de avena, anguililla de vinagre, etcétera.
Por lo general los peces machos son más grandes.

## Estado de conservación
Actualmente la especie está amenazada debido a su alta comercialización y destrucción de hábitat, La UICN lo clasifica como "vulnerable" debido a los motivos ya mencionados.